# Lucien Demunster
Lucien Demunster (Waregem, 19 augustus 1932) is een voormalig Belgisch wielrenner die in de periode 1954 - 1964 professioneel actief was. 

## Belangrijkste Overwinningen
1956
- Dwars door Vlaanderen 1956

## Voornaamste ereplaatsen
1958
- 2e E3 Prijs Vlaanderen

## Resultaten in voornaamste wedstrijden
| Jaar | Gent-Wevelgem | Ronde van Vlaanderen | Parijs-Roubaix | Luik-Bast.‑Luik | Ronde van Lombardije | Parijs-Brussel | Parijs-Tours | E3 Harelbeke |
| ---- | ------------- | -------------------- | -------------- | --------------- | -------------------- | -------------- | ------------ | ------------ |
| 1954 |               |                      |                |                 |                      |                | 32e          |              |
| 1955 |               |                      |                |                 |                      | 34e            | 33e          |              |
| 1956 | 16e           |                      | 29e            |                 | 33e                  | 63e            |              |              |
| 1957 | 87e           |                      |                |                 |                      |                |              |              |
| 1958 |               |                      |                |                 |                      |                | 36e          | ↑            |
| 1959 |               | 31e                  | 17e            |                 |                      |                |              |              |
| 1960 |               |                      |                |                 |                      |                |              |              |
| 1961 | 28e           | 37e                  |                |                 |                      |                |              |              |
| 1962 |               |                      |                | 32e             |                      | 58e            |              |              |